# Mantello (cavallo)

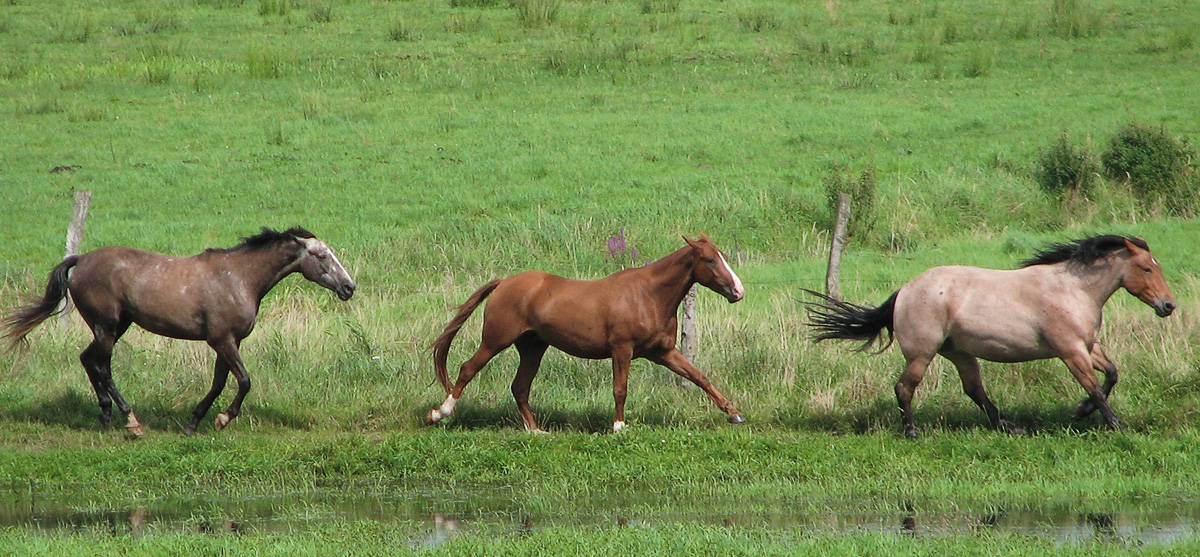
Tre mantelli diversi

Il mantello (o manto) è il complesso dei peli che rivestono il corpo del cavallo, proteggendolo dagli agenti atmosferici. Il suo colore e disegno è l'elemento tra i più significativi nella distinzione tra i soggetti, ogni animale, anche se apparentemente sembra dello stesso colore, nel mantello ha caratteristiche e particolarità che servono per il suo riconoscimento. Alcune razze hanno mantelli caratteristici. A volte può risultare difficile determinare l'esatta classificazione di un mantello.
Fenotipicamente possiamo suddividere i mantelli in:
- semplici: monocromatici
- composti: a due colori separati; a due colori mescolati; a tre colori mescolati
- a due pelami: a componente bianca

## Mantelli di base

### Baio

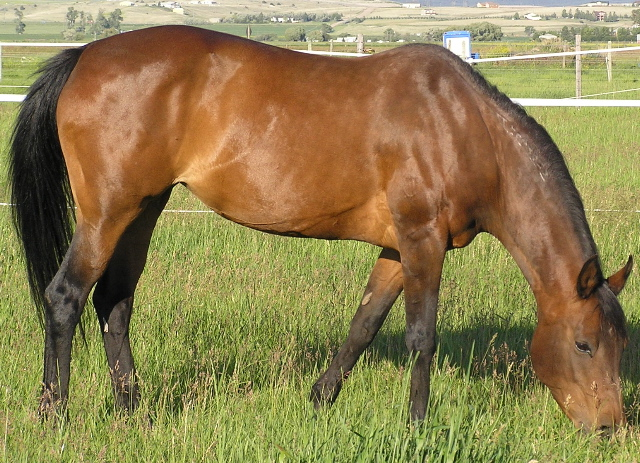
Esempio di mantello baio

Il baio presenta crini ed estremità nere e corpo marrone in tutte le sue gradazioni. Il baio, essendo il mantello ancestrale del cavallo (gene Agouti), è il più diffuso.
Varianti:
- ordinario: tendente al rossiccio
- slavato: muso, fianchi e ventre tendenti al biancastro
- dorato: presenta riflessi dorati
- ciliegia: rossiccio intenso
- castagno: color castagna
- scuro: bruno opaco.

### Morello

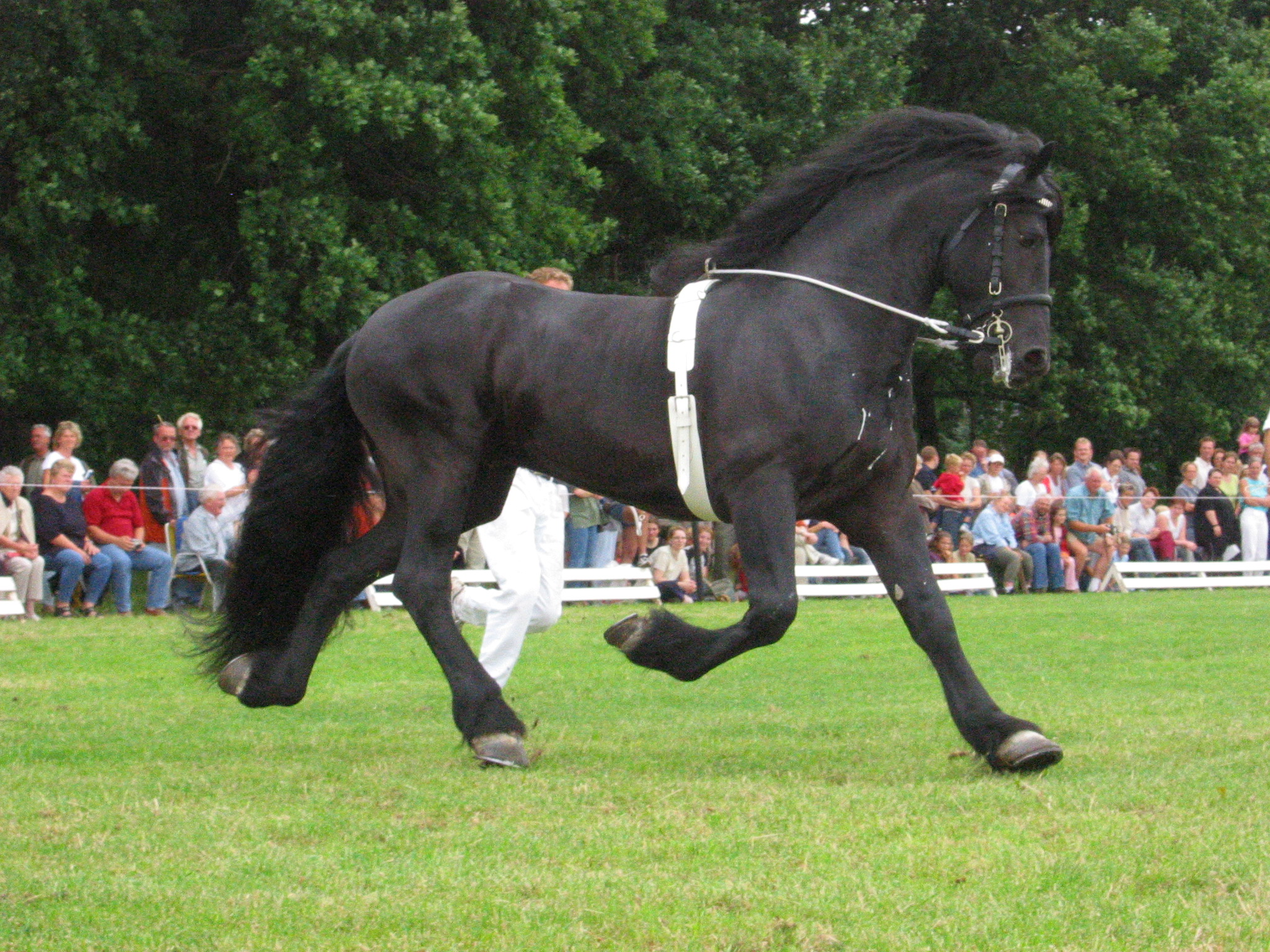
Frisone al trotto. I frisoni hanno quasi sempre il mantello morello

È un manto completamente nero che caratterizza alcune razze, come il Frisone e il Murgese; il morello (gene E) è dominante autosomico nei confronti del sauro (gene A).
Varianti:
- ordinario: lucido e scuro, privo di molti riflessi
- corvino: nero brillante e intenso
- maltinto: tendente, in alcune zone, al color castagna
- zaìno: completamente nero, privo di marcature bianche

### Sauro

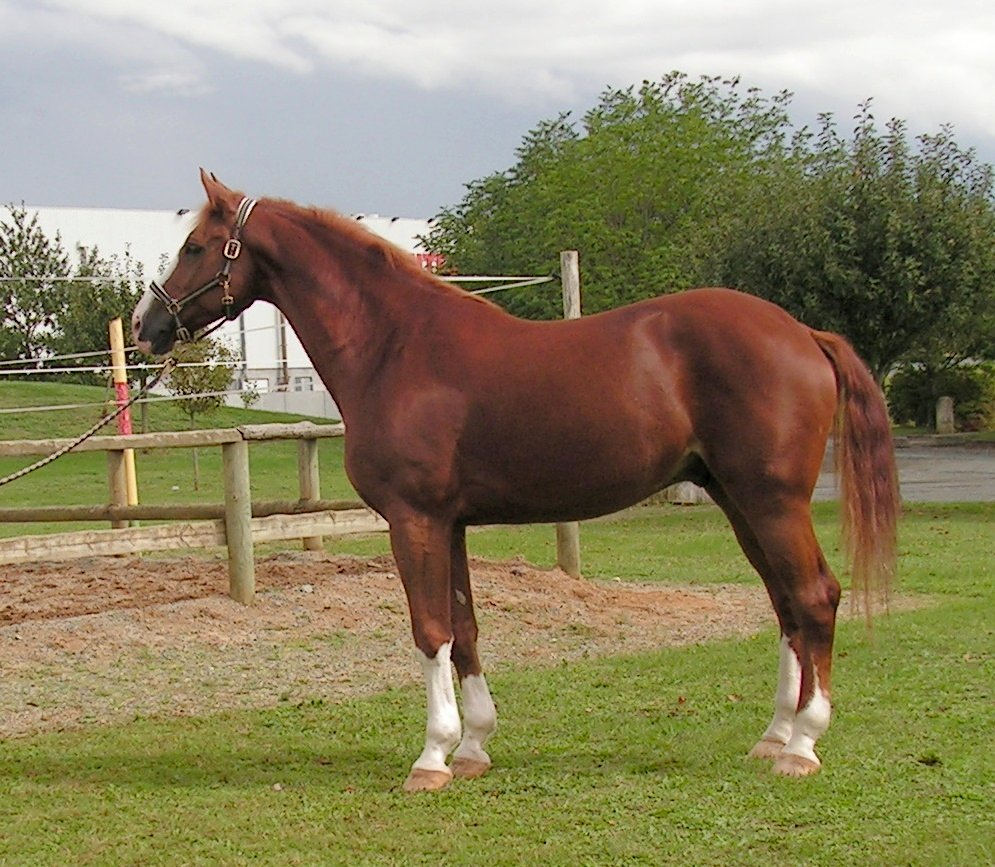
Cavallo sauro

È marrone rossastro o color zenzero. Può variare dal marrone chiaro ai colori più scuri. La coda e la criniera sono dello stesso colore del mantello o più chiari.
Varianti:
- ordinario: color cannella
- dorato: presenta riflessi dorati
- chiaro: con marcature tendenti al color sabbia
- ciliegia: rossastro intenso
- carico: marrone castagna pieno e intenso
- bruciato: color caffè
- metallico: lucido, presenta molti riflessi e marcature color bronzo
- pel di vacca: sauro in tutte le sfumature, ma con coda e crini molto chiari
- rabicano: screziato di bianco sul ventre e i fianchi

## Mantelli composti

### Falbo
È tipico delle razze del nord Europa, americane o della penisola iberica; può variare dal color crema al grigio-argento. Il gene falbo (dominante semplice) unisce le sue caratteristiche (diluizione del colore, riga mulina e talvolta zebrature agli arti) ai mantelli di base, e in base a questi prenderà il nome di:
- falbo o bay dun per il baio
- red Dun per il sauro
- sorcino o grullo per il morello

Varianti:
- scuro: grigio topo
- argentato: di colore simile a quello della lepre
- giallo: color sabbia
- dorato: color sabbia chiaro con riflessi dorati

## Mantelli a colori mescolati

### Grigio

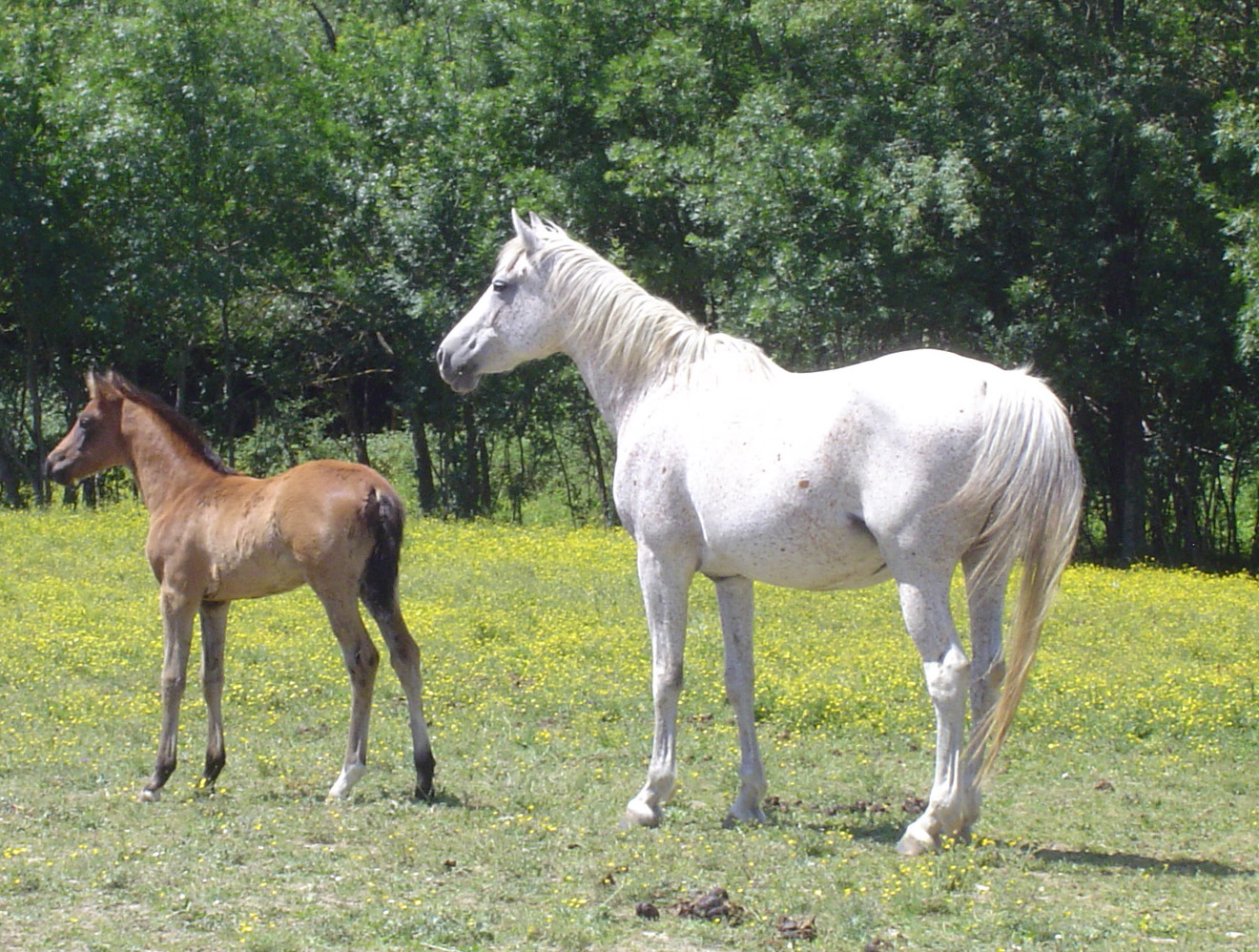
Mantello grigio

Detto grigio o leardo è un mantello formato da peli bianchi e neri mescolati. Il grigio varia dal bianco candido al grigio scuro. La particolarità di questo mantello è che alla nascita l'animale si presenta di colorazione molto scura, che però si incanutisce progressivamente con l'età, solitamente dopo il primo anno.
È così detto anche il mantello comunemente definito bianco, poiché la cute è grigia.

### Roano
Presenta una mescolanza di peli bianchi, rossi e neri. In realtà, per quanto riguarda il genotipo, il roano provoca una mescolanza di peli bianchi al mantello di base dell'animale che sono maggiormente distribuiti sul tronco e si fanno più radi verso testa, crini ed arti. Il gene R è dominante e, in omozigosi, sub-letale. A differenza del grigio, i cavalli roani nascono già con questo mantello.
Varianti:
- Rosso: rappresenta l'effetto del roano sul sauro, il colore del corpo e dei crini è una mescolanza di peli rossicci e bianchi. Viene anche detto ubero o fior di pesco.
- Vinoso: rappresenta l'effetto del roano sul baio, il colore del corpo è una mescolanza di peli rossicci e bianchi. Crini ed arti tra peli neri e bianchi.
- scuro: rappresenta l'effetto del roano sul morello, la mescolanza di peli neri e bianchi rende il mantello ricco di riflessi bluastri.

## Mantelli crema

### Isabella

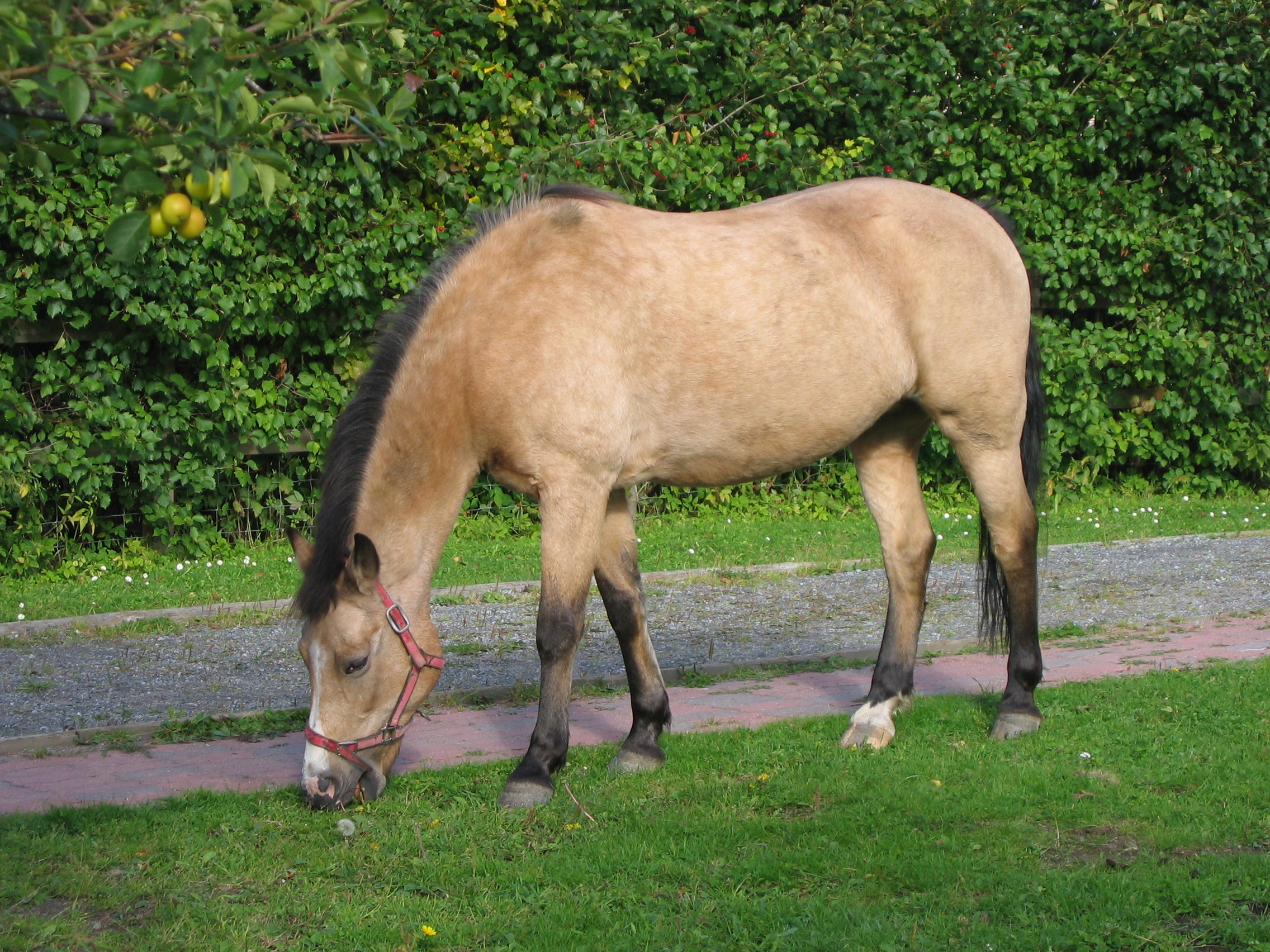
Pony color Isabella

È di colore ocra chiaro con estremità e crini neri, frequente nel Quarter Horse dove viene chiamato Buckskin. Il gene che codifica per questo mantello è quello della diluizione crema o (cremello) dominante incompleto, che in singola dose (eterozigosi) causa l'abbattimento di circa il 50% del pigmento rosso (feomelanina), mentre il pigmento nero (eumelanina) dei crini e delle estremità rimane invariato.

### Palomino
È di color ocra dorato con crini tendenti al bianco argenteo, caratteristico delle razze americane.

### Cremello

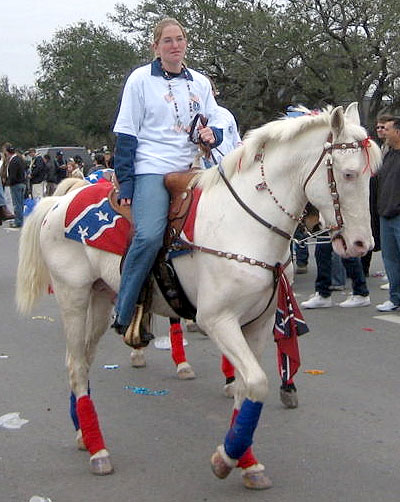
Cremello

È un mantello particolarissimo perché il gene Cr è dominante incompleto: in eterozigosi se agisce sul baio, genera il colore isabella, se agisce sul sauro, genera il colore palomino.

In omozigosi il mantello risulta di colore crema chiarissimo o con riflessi argentei (Perlino), sempre accompagnato da occhi azzurri.

## Albino

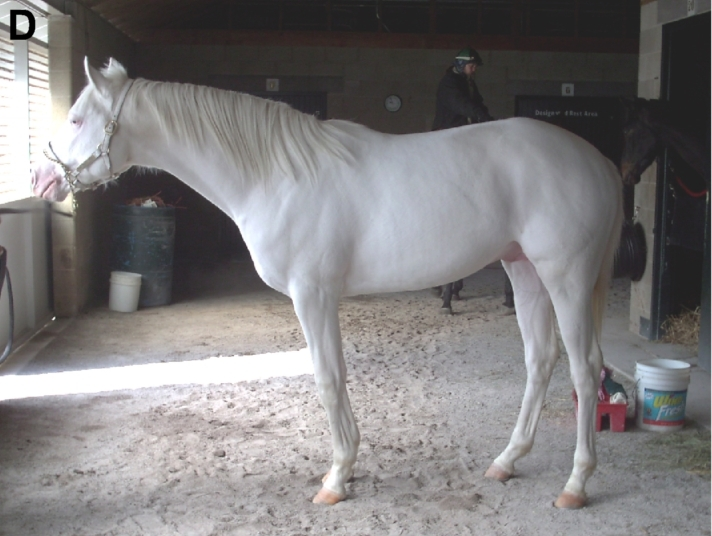
Stallone bianco

Il vero bianco è dei soggetti con cute rosea e peli bianchi in quanto l'allele W dominante determina l'assenza di pigmento in pelle e pelo; in questi soggetti gli occhi sono di colore azzurro oppure marroni. Nel cavallo non esiste l'albinismo vero e proprio (alleli cc = albino: letale), ma quello chiamato bianco. Sarebbe meglio dire albino invece che bianco, perché un cavallo che in genere sembrerebbe bianco, cioè con peli bianco candido su cute scura, in realtà ha il manto grigio. Esiste tuttavia una variante di "bianchi" con pelle color rosa ed occhi scuri ed in quanto tale non definibile "albino" 

## Diluizioni
- Pangaré
- Silver Dapple
- Champagne

## Mantelli a due pelami

### Macchiati

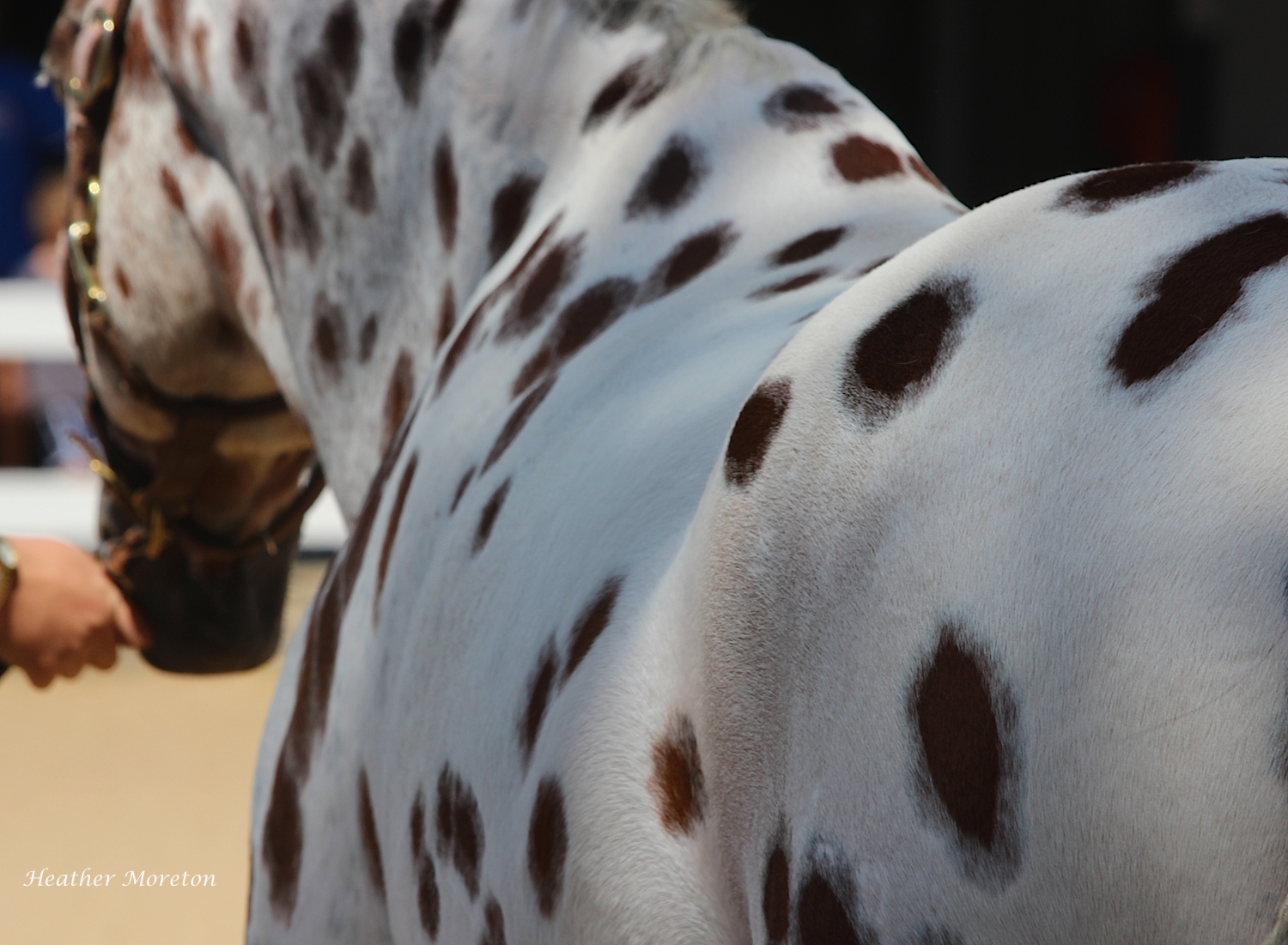
Mantello maculato di un Knabstrup

I mantelli macchiati hanno un'origine indefinita, ma sono tipici di alcune razze come l'Appaloosa e il Knabstrup. I principali tipi di mantello macchiato sono: Il leopard, caratterizzato da un manto grigio o crema con piccole macchie scure ovunque; Il macchiato con coperta ovvero un mantello spesso baio o morello che sulla groppa presenta una chiazza bianca macchiata del colore del mantello; Il marble è caratterizzato da un disegno screziato su tutto il corpo tranne che sulla testa; Lo snow flake caratterizzato da un mantello scuro coperto di macchie bianche; Il frost, con piccole macchie bianche distribuite su un manto scuro.

### Pezzati
Il mantello pezzato, tipico di alcune razze quale il Paint horse, è dato da macchie bianche e macchie di colore dei mantelli descritti in precedenza. Si distinguono in due principali gruppi:
- Tobiano: mantello bianco macchiato di colore (baio, morello, roano, ecc.)
- Overo: mantello di colore (baio, morello, roano, ecc.) macchiato di bianco.

## Segni distintivi
- Le macchie bianche sul muso sono chiamate "marcature", e secondo la posizione e l'estensione che possono avere, prendono vari nomi: stella, lista, fiore, taglio, mascherina, ecc.
- Le balzane sono macchie bianche più o meno estese alle regioni inferiori degli arti. Esse possono anche essere composte da ciuffi di pelo che crescono nella regione inferiore dei quattro arti. Sono frequenti nei cavalli da tiro leggero o pesante, e in alcuni pony, ma anche nella maggior parte dei cavalli; le balzane possono essere calzate, cioè quando raggiungono il garretto.
- Gli arti possono anche essere focati e cioè completamente neri dal pastorale sino al ginocchio negli arti anteriori e nei posteriori, dal pastorale sino al garretto (tipo il baio o l'isabella).